# Wolf Man
Wolf Man är en amerikansk skräckfilm som hade premiär 2025. Filmen är regisserad av Leigh Whannell, efter ett manus skrivet av Rebecca Angelo, Lauren Schuker Blum och Corbett Tuck. Det är en nyinspelning av filmen Varulven från 1941.
Filmen var tidigare planerad att ha biopremiär i Sverige den 25 oktober 2024, men premiären flyttades till den 17 januari 2025.

## Handling
Filmen kretsar kring en man och hans familj som terroriseras av ett okänt rovdjur i trakten kring deras hem.

## Rollista (i urval)
| Christopher Abbott | – Larry Talbot |
| Julia Garner       |                |
| Sam Jaeger         |                |